# ベター・トゥ・トラベル
『ベター・トゥ・トラベル』（It's Better to Travel）は、1987年5月11日にリリースされたスウィング・アウト・シスターのデビュー・アルバム。発売元はマーキュリー・レコード。2010年にはボーナストラックを追加した『ベター・トゥ・トラベル+8』がリリースされた。

## 解説
当初の契約ではシングル2枚分の契約だったが、「ブレイクアウト」が世界的に大ヒットを記録したことによって急遽アルバム制作が始まった。アンディは後年のインタビューで、時間があると曲作りの最中に色々と悩むが、時間が無かったことが功を奏したような気がすると語っている。
「ブレイクアウト」「サレンダー」「トワイライト・ワールド」のどれもがマンチェスターで書かれた曲で、いつも雨が降っているようなマンチェスターの気候が秋や冬といった季節感を曲から感じさせることに影響しているのではないかと後年のインタビューで振り返っている。
アルバムからは「ブルー・ムード」「ブレイクアウト」「サレンダー」「トワイライト・ワールド」「フールド・バイ・ア・スマイル」の5曲がシングルカットされた。

## 収録曲
| #   | タイトル                                                   | 作詞 | 作曲・編曲 | 時間 |
| --- | ---------------------------------------------------------- | ---- | ---------- | ---- |
| 1.  | 「ブレイクアウト」                                         |      |            | 3:46 |
| 2.  | 「トワイライト・ワールド（スパーブ・スパーブ・ミックス）」 |      |            | 6:27 |
| 3.  | 「アフター・アワーズ」                                     |      |            | 4:48 |
| 4.  | 「ブルー・ムード」                                         |      |            | 4:18 |
| 5.  | 「サレンダー」                                             |      |            | 3:53 |
| 6.  | 「フールド・バイ・ア・スマイル」                           |      |            | 4:06 |
| 7.  | 「コミュニオン」                                           |      |            | 4:40 |
| 8.  | 「イッツ・ノット・イナフ」                                 |      |            | 3:46 |
| 9.  | 「テーマ（ベター・トゥ・トラベル）」                       |      |            | 4:32 |
| 10. | 「ブレイクアウト（N.A.D.ミックス）」                       |      |            | 5:50 |
| 11. | 「サレンダー（スタッフ・ガン・ミックス）」                 |      |            | 6:40 |
| 12. | 「トワイライト・ワールド（ガス・ディストレス・ミックス）」 |      |            | 6:09 |
| 13. | 「コミュニオン（インストゥルメンタル）」                   |      |            | 4:39 |

| #   | タイトル                             | 作詞 | 作曲・編曲 |
| --- | ------------------------------------ | ---- | ---------- |
| 14. | 「ウェイク・ミー」                   |      |            |
| 15. | 「ダーティー・マネー」               |      |            |
| 16. | 「アナザー・ロスト・ウィークエンド」 |      |            |
| 17. | 「フィーヴァー」                     |      |            |